# Gustav Ludwig Hertz
Gustav Ludwig Hertz (Hamburg, 22 juli 1887 – Oost-Berlijn, 30 oktober 1975) was een Duits natuurkundige en winnaar van de Nobelprijs voor Natuurkunde in 1925, samen met James Franck, "voor hun ontdekking van de wetten die gelden voor de botsing van een elektron met een atoom". Het duo deed baanbrekende proeven met elektronenbundels. Hij was een neef van de bekendere Heinrich Hertz.

## Opleiding
Gustav Ludwig ging naar de Johanneumschool in Hamburg en studeerde vervolgens vanaf 1906 achtereenvolgens in Göttingen, München en ten slotte aan de Technische Universiteit Berlijn, waar hij in 1911 ook promoveerde bij Heinrich Rubens. Zijn promotieonderzoek ging over de absorptie van infrarood licht door koolstofdioxide. Vanaf 1912 verrichtte hij samen met James Franck het onderzoek waarvoor hij later de Nobelprijs zou krijgen. In het bekende Franck-Hertz-experiment, dat het atoommodel van Bohr experimenteel bevestigde, leverden ze het bewijs dat elektronen slechts bepaalde gekwantiseerde energietoestanden kunnen bezetten.

## Eerste Wereldoorlog
Bij het uitbreken van de Eerste Wereldoorlog in 1914 werd hij gemobiliseerd en in april 1915 nam hij deel aan de gasoorlog bij Ieper, waarvoor Fritz Haber jonge wetenschappers wierf. In hetzelfde jaar raakte hij ernstig gewond. 

## Interbellum
In 1917 keerde hij als privédocent terug in Berlijn en van 1920 tot 1925 werkte hij bij het Philips' Natlab in Eindhoven. In 1925 kreeg hij zijn eerste professorschap: hij werd directeur van het natuurkundig instituut van de Universiteit van Halle. In 1928 vertrok hij van daar weer naar Berlijn, waar hij aan het hoofd kwam te staan van het natuurkundig instituut van de Technische Universiteit. In 1935, na de machtsovername door de nazi's, werd hem hier de bevoegdheid om examens af te nemen ontzegd, omdat hij Jood was. Hertz besloot de eer aan zichzelf te houden en nam ontslag. 

## Tweede Wereldoorlog
Hij vond vervolgens weer een baan in de industrie, bij Siemens-Schuckertwerke. Daar hield hij zich bezig met installaties om lichte isotopen te scheiden, een technologie die later van het grootste belang bleek te zijn voor de ontwikkeling van de uraniumbom.

## Sovjet-Unie
Vanwege deze expertise werd Hertz aan het eind van de Tweede Wereldoorlog samen met andere "atoomspecialisten" als Manfred von Ardenne en Max Steenbeck door een speciale eenheid van het Rode Leger naar Soechoemi (een plaats in de toenmalige Sovjet-Unie, aan de Zwarte Zee) gebracht. Hier moest hij leiding geven aan een laboratorium voor deze Duitse specialisten. De groep ontwikkelde een werkzame ultracentrifuge voor de verrijking van uranium, waarmee de Sovjet-Unie in staat was hun achterstand in de ontwikkeling van een kernwapen ten opzichte van de Verenigde Staten in te lopen. 

## Duitse Democratische Republiek
In de herfst van 1954 keerde hij terug naar het oosten van Duitsland, intussen de DDR, om de toepassing van kernenergie aldaar voor te bereiden.
Vanaf 1955 had hij er de leiding over de zogenaamde Wetenschappelijke raad voor de vreedzame toepassing van kernenergie en vanuit die positie zag hij toe op de concentratie van verstrooide wetenschappelijke instituten en de opbouw van het nieuwe Zentralintitut für Kernforschung ("Centraal instituut voor kernonderzoek") in Rosendorf. Tegelijk met deze activiteiten was hij vanaf 1954 ook directeur van het natuurkundig instituut aan de Karl-Marx-Universiteit in Leipzig en lid van de academie voor wetenschappen van de DDR en, vanaf de oprichting, lid van de Forschungsrat der DDR ("Onderzoeksraad van de DDR"). Als centrale figuur in de Oost-Duitse kernfysica kreeg hij vele onderscheidingen en zijn driebandige werk over kernfysica, waarvan de eerste band in 1958 verscheen, werd een standaardwerk. Hij stierf in 1975 als de enige Oost-Duitse Nobelprijswinnaar.

## Persoonlijk
Hertz was de zoon van een advocaat, Dr. Gustav Hertz, en zijn vrouw, Auguste Arning. Zelf trouwde hij in 1919 met Ellen Dihlmann. Zij kregen twee zonen, Hellmuth en Johannes, die beiden natuurkundige werden. Hun zoon Carl Hellmuth Hertz was een van de uitvinders van echografie. Ellen overleed in 1941 en Hertz hertrouwde in 1943 met Charlotte Jolasse.